# Moritz Fiege

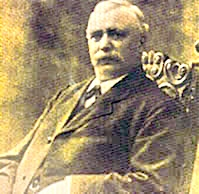
Иоганн Фиге — один из основателей предприятия

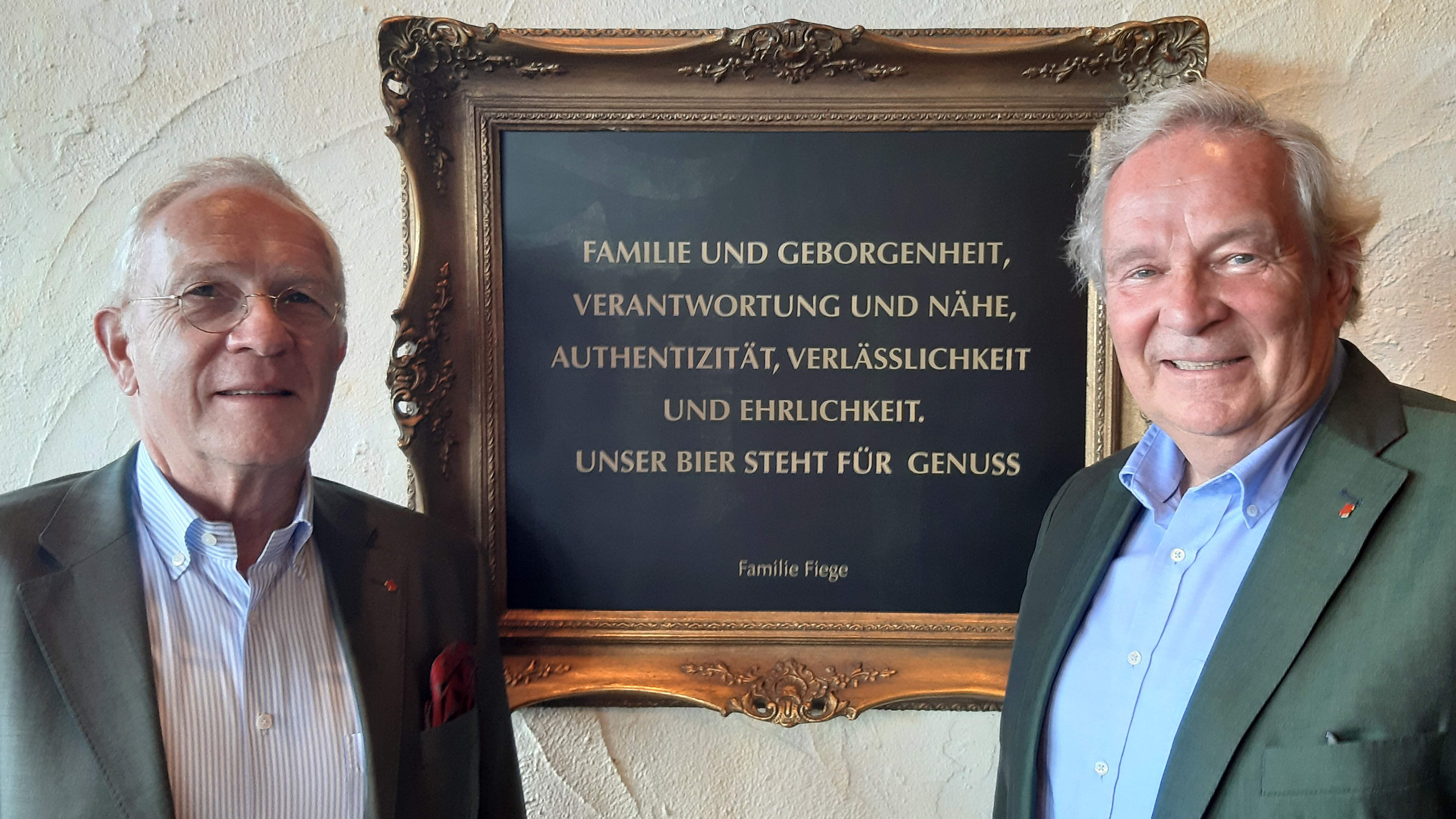
Хуго и Юрген Фиго

Мориц Фиге (нем. Moritz Fiege GmbH & Co. KG) — частное семейное пивоваренное предприятие в Бохуме (Северный Рейн-Вестфалия, Германия), основанное в 1878 году.

## История
Истоки истории частной пивоварни Moritz Fiege восходят к 1736 году и трактирщику Морицу Фиге, который владел самогонным и коньячным заводом на Бекштрассе в Бохуме. Его потомок Франц Мориц Вильгельм Бернхард Фиге (кратко — Мориц Фиге) также владел небольшим пабом в центре Бохума. В 1876 году он получил права на пивоварение в городе Бохум и построил пивоварню на территории своей гостиницы, чтобы удовлетворить собственные потребности. Он передал права на пивоварение своему приёмному сыну Иоганну Вильгельму Кнюль-Фиге (кратко — Иоганн Фиге), который в 1878 году начал пивоваренное производство на нынешнем месте на Мориц-Фиге-Штрассе (ранее Шарнхорстштрассе) в Бохуме, заложив тем самым основу для сегодняшней компании.
С 1902 года Мориц Кнюль-Фиге поддерживал своего отца в пивоварне, которую он взял под свою ответственность в том же году. С началом Первой мировой войны в 1914 году и призывом Морица Фиге на военную службу он остановил работу пивоварни, но после возвращения с войны он восстановил её и модернизировал предприятие. В 1926 году Мориц Фиге при помощи своего главного пивовара разработал и сварил пиво Moritz Fiege Pils, которое стало новым сортом пива в Рурской области и имело большой успех для компании. В 1928 году пивоварня впервые разлила пиво в бутылки с клип-крышкой.
Во время Второй мировой войны пивоварня была почти полностью разрушена и восстановлена лишь через три года после окончания войны, когда к компании присоединился Эрнст Кнюль-Фиге. В 1949 году ограничения союзников на пивоварение были сняты, и частной пивоварне Moritz Fiege снова разрешили производить пиво. Поскольку пивоварня производила пильзнер еще до Второй мировой войны, «волна пильзнера», возникшая в послевоенный период, оказалась весьма выгодной. Спрос сместился с традиционного экспортного пива, которое считалось пивом рабочих, на современный пильз. Историк Фил Килцер связывает это с огромным успехом частной пивоварни, которая таким образом смогла конкурировать со своими более крупными конкурентами. Пивоварня Шлегель в Бохуме, а также пивоварни Дортмунда в основном полагались на экспорт, что в конечном итоге стало одной из причин их упадка. С 1953 года началось дальнейшее расширение: был построен новый высотный бродильный цех, в 1963 году — новый складской погреб, а в 1964 году — новый цех по розливу. В 1970 году начал работу новый варочный цех. В 1978 году семейная пивоварня отпраздновала свой 100-летний юбилей и основала «Экуменический центр пожилых граждан Кайзерауэ» в Бохуме.
В 1981 году к семейному бизнесу присоединились сыновья Юрген и Хуго Фиге, представители пятого поколения, и взяли на себя управление пивоварней после внезапной смерти Эрнста Фиге в 1987 году. Они расширили ассортимент пива и полностью перешли на розлив в бутылки с клип-крышкой в 2002 году. За это время два брата превратили пиво в брендовый продукт, поскольку это стало необходимым из-за изменений в запросах покупателей. Они знали, как использовать Рурский регион в качестве ядра своего бренда, и полагались на сильную идентификацию со своей родиной. К 125-летию со дня рождения 19 февраля 2003 года семья запустила «Инициативу виллы Маркхофф», которая позволила отреставрировать архитектурно ценное старое здание Бохумского художественного музея.
В 2019 году к компании присоединились Карла и Губерт Фиге, представители шестого поколения семьи Фиге, которые взяли на себя управление компанией с начала июля 2023 года. Летом 2024 года пивоварня объявила, что будет предлагать одноразовые банки в дополнение к продаже напитков в возвратных бутылках с клип-крышкой, традиционной торговой марки компании.

## Продукция
- Moritz Fiege Pils
- Moritz Fiege Charakter Pilsbock
- Moritz Fiege Gründer
- Moritz Fiege Schwarzbier
- Moritz Fiege Leichter Moritz
- Moritz Fiege Frei
- Moritz Fiege Bernstein
- Moritz Fiege Helles
- Moritz Fiege Zwickel

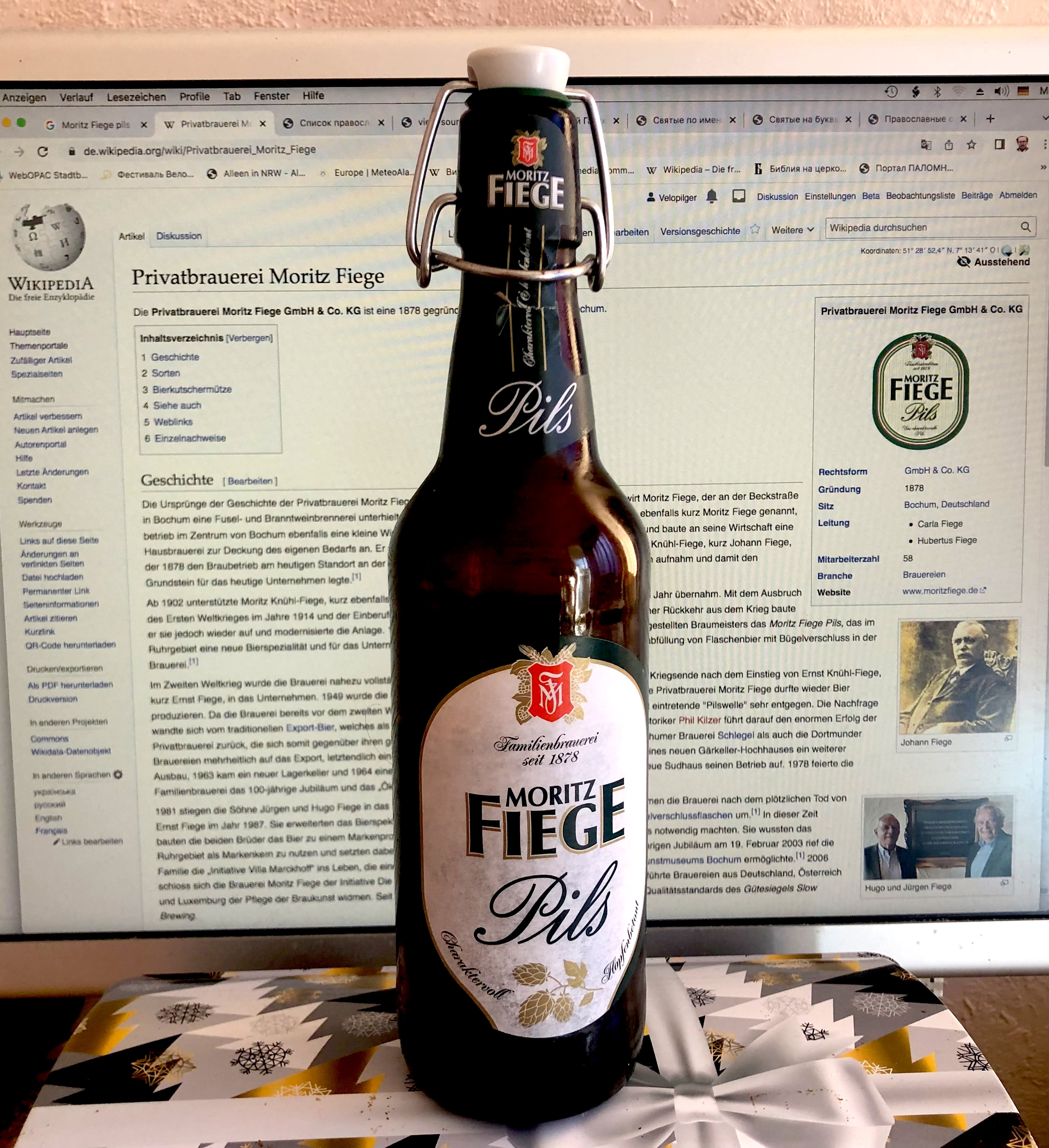
Основная продукция пивного предприятия

Кроме того, в ассортимент входят пивные коктейли Radler, Radler безалкогольный, темная пивная кола и пивной бренди с содержанием алкоголя 40%.

## Награды
- В 2006 году пивоварня Moritz Fiege получила награду инициативы Free Brewers, в рамках которой 40 средних по размеру пивоварен из Германии, Австрии и Люксембурга, управляемых их владельцами, посвятили себя развитию искусства пивоварения. С 2013 года частная пивоварня взяла на себя обязательство соответствовать стандартам качества знака качества Slow Brewing.[5]
- В 2015 году компания получила награду «Meister.Werk.NRW» за свои услуги по обучению и повышению квалификации.

## Собственная награда
С 2003 года пивоварня вручает награду «Пивной картуз кучера» (Bierkutschermütze) выдающимся деятелям Рурской области, которые «проявляют особую приверженность общему благу и сплоченности в регионе». Из-за пандемии COVID-19 пивоварня перенесла церемонию награждения на 2021 год, а пожертвование, связанное с наградой, было передано DLRG-Bochum-Süd, которая сильно пострадала от наводнения.
- 2003: Эрнст-Отто Штюбер (Ernst-Otto Stüber) — обер-бургомистр города Бохум
- 2004: Вольфганг Клемент — бывший премьер-министр земли Северный Рейн-Вестфалия
- 2005: Франк Гоозен (Frank Goosen) — кабареттист и автор
- 2006: Норберт Ламмерт — немецкий политик, бывший председатель бундестага
- 2007: Вернер Альтегоер (Werner Altegoer) — бывший председатель футбольного клуба Бохума
- 2008: Манфред Бройкманн (Manfred Breuckmann) — ведущий телерадиостанции WDR и спортивный журналист
- 2009: Вильфрид Нойхаус-Галладе (Wilfried Neuhaus-Galladé) — управляющий директор старейшей машиностроительной компании Германии из Виттена
- 2010: Эльмар Вайлер (Elmar Weiler) — ректор Рурского университета
- 2011: Дитер Горни (Dieter Gorny) — немецкий медиаменеджер и музыкант
- 2012: Норман Фабер (Norman Faber) — владелец группы компаний «Фабер Лотто-Сервис», и Стивен Слоан (Steven Sloane) — генеральный музыкальный директор Бохумского симфонического оркестра
- 2013: Аннегрет Шабер (Annegret Schaber) — инженер по дорожному строительству
- 2014: Сибилла Броль-Папе (Sibylle Broll-Pape) — до 2015 года художественный руководитель театра «Принцрегент» в Бохуме.
- 2015: Ханнс Хатт (Hanns Hatt) — исследователь ароматов из Рурского университета в Бохуме, заведующий кафедрой клеточной физиологии и автор
- 2016: Ларс фон дер Гённа (Lars von der Gönna) — журналист
- 2017: Кристиан Эггерт (Christian Eggert) — организатор культурных мероприятий
- 2018: Кристиан Гроссманн (Christian Großmann) — предприниматель, основатель стартапа ingpuls (разработка и производство сплавов с эффектом памяти формы)
- 2019: Манфред Бааснер (Manfred Baasner) — 1-й председатель и основатель ассоциаций «Wattenscheider Tafel», «Bochumer Tafel» и «Bochumer Kinder-Tafel» для малоимущих
- 2020: Франц Ксавьер Онезорг (Franz Xaver Ohnesorg) — художественный руководитель Рурского фортепианного фестиваля
- 2023: Иван Штуккерт (Ivan Stuckert) — Пастор из Бохума, представитель общества «Бохум-Донецк»[8]
- 2024: Штефан Фальдикк (Stefan Vahldieck) — с 2019 года первый председатель Bochum Maiabendgesellschaft 1388 e.V.
- 2025: Кристиан Штратманн (Christian Stratmann) — Театральный режиссер и основатель народного театра Mondpalast в городе Ванне-Айкель

## Галерея

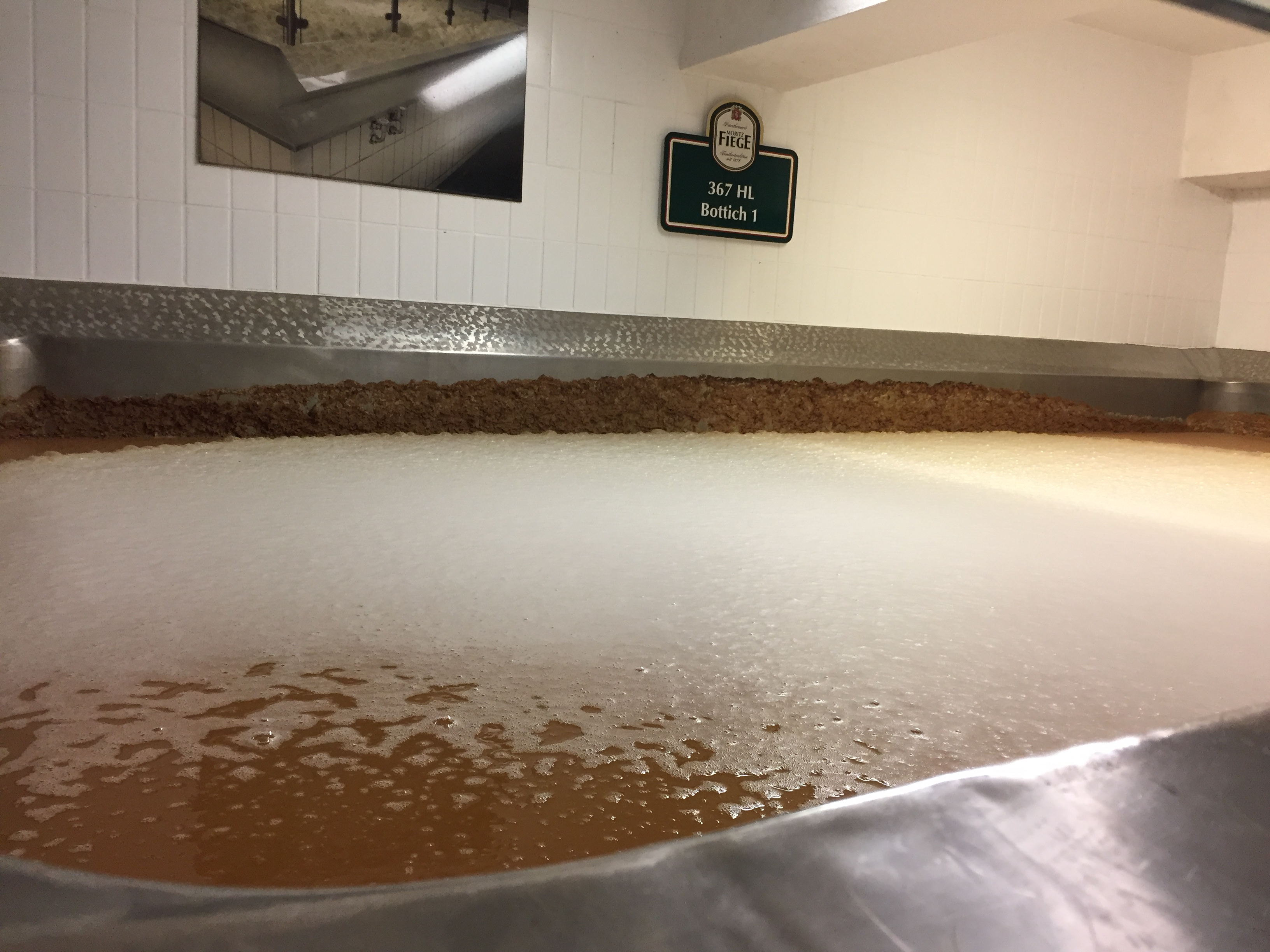
Пиво в процессе варки
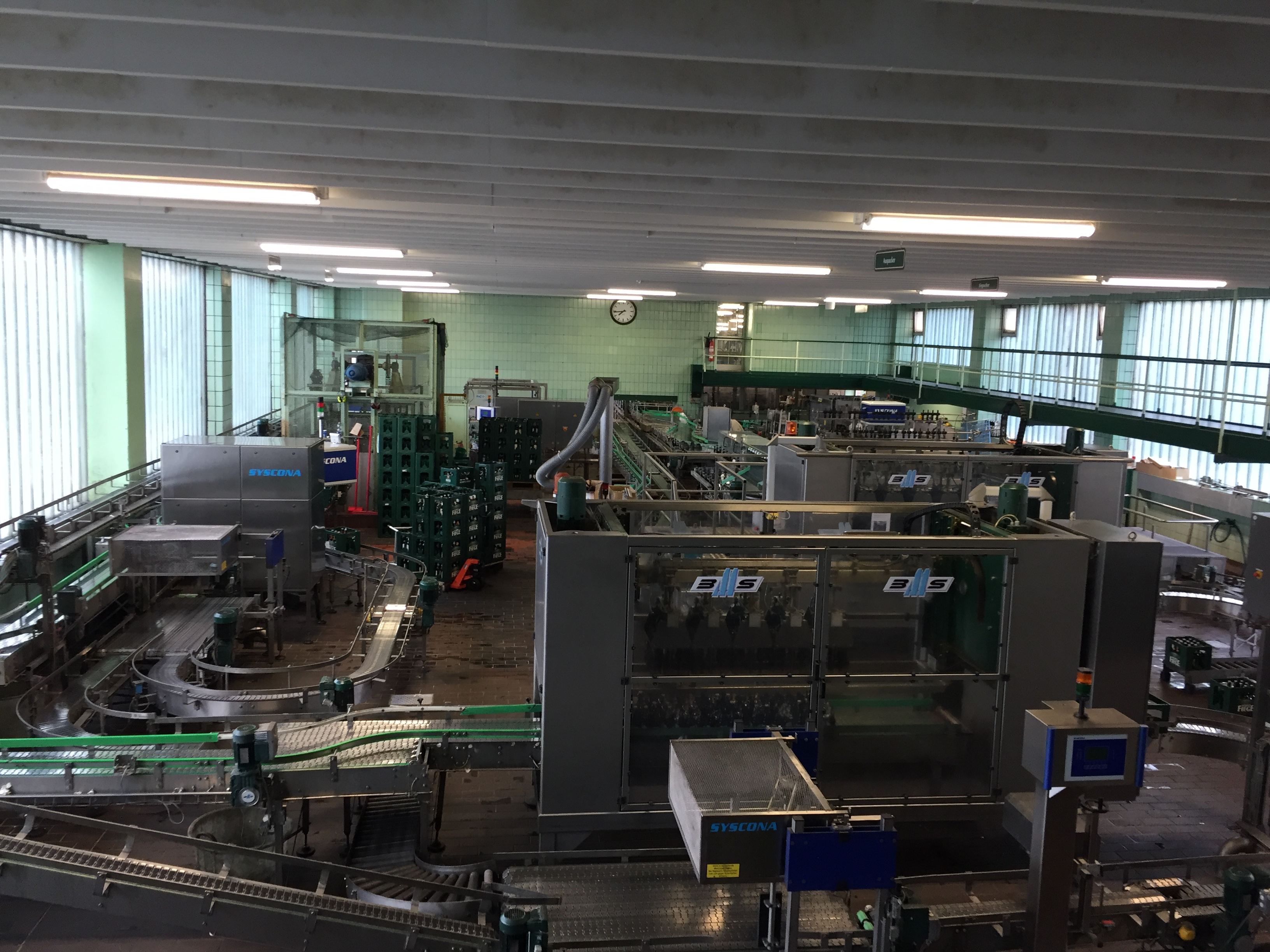
Цех розлива пива
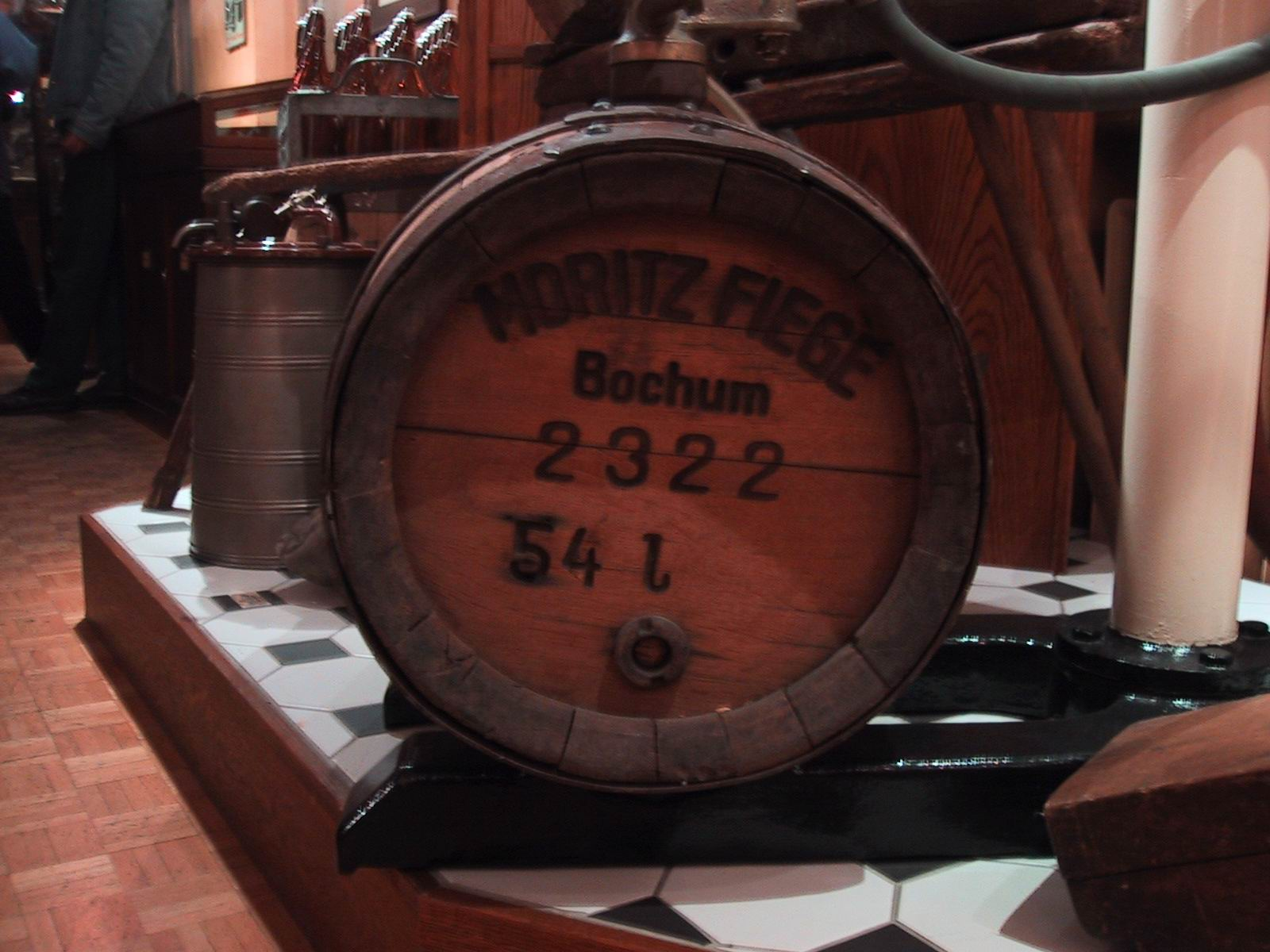
В музее предприятия
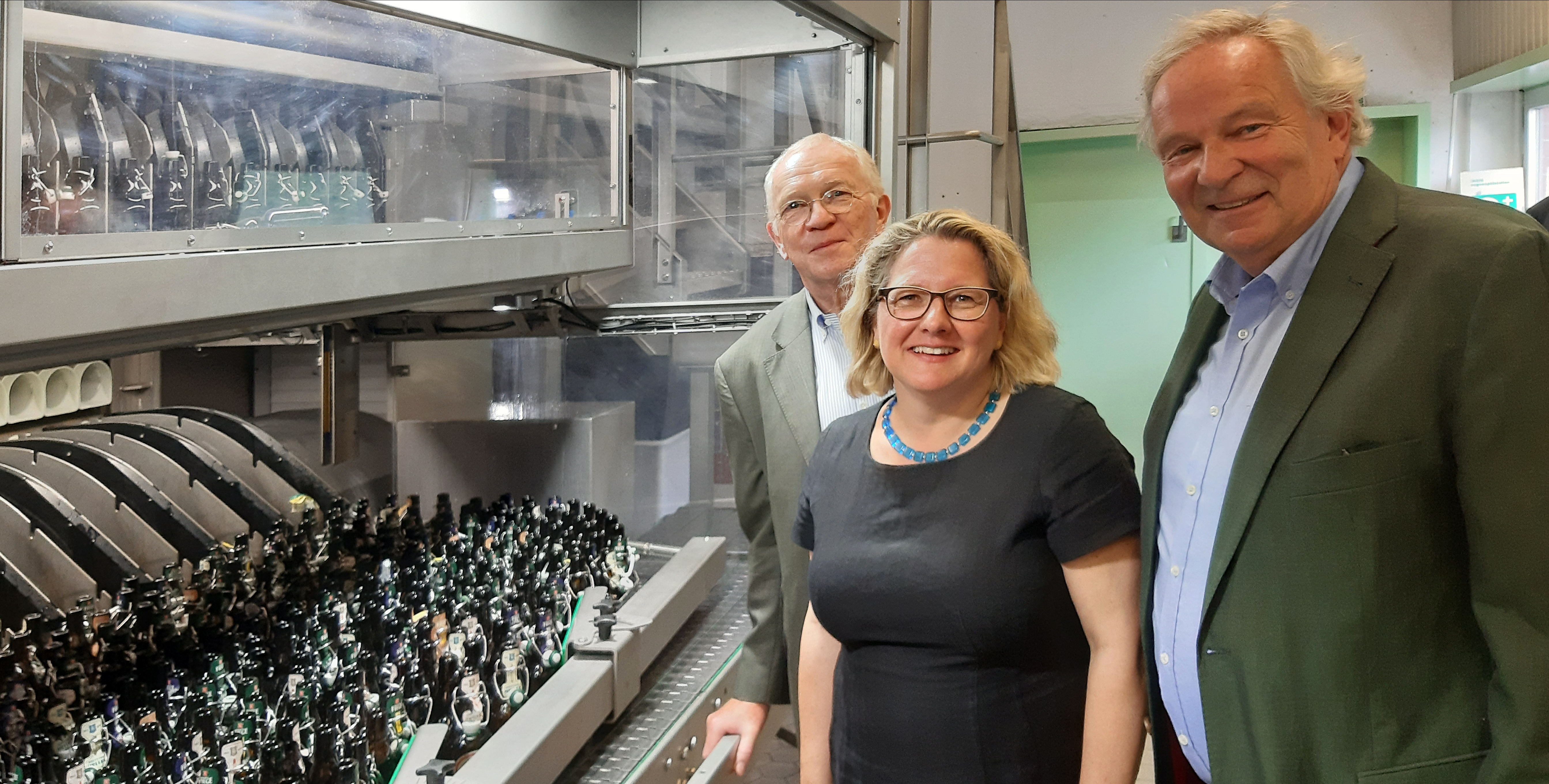
Бутылкомоечная машина Fiege
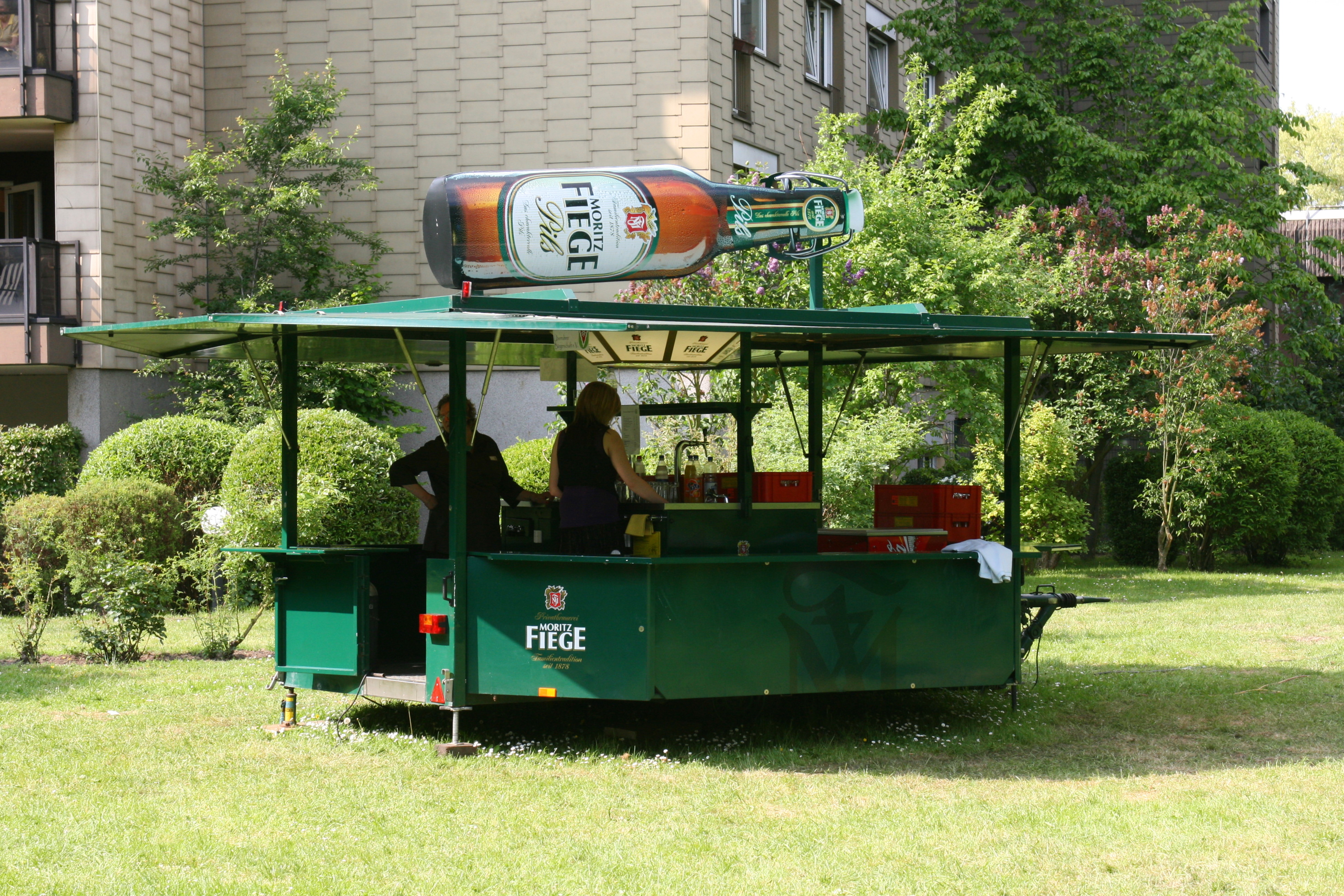
Реализация продукта в Эссене
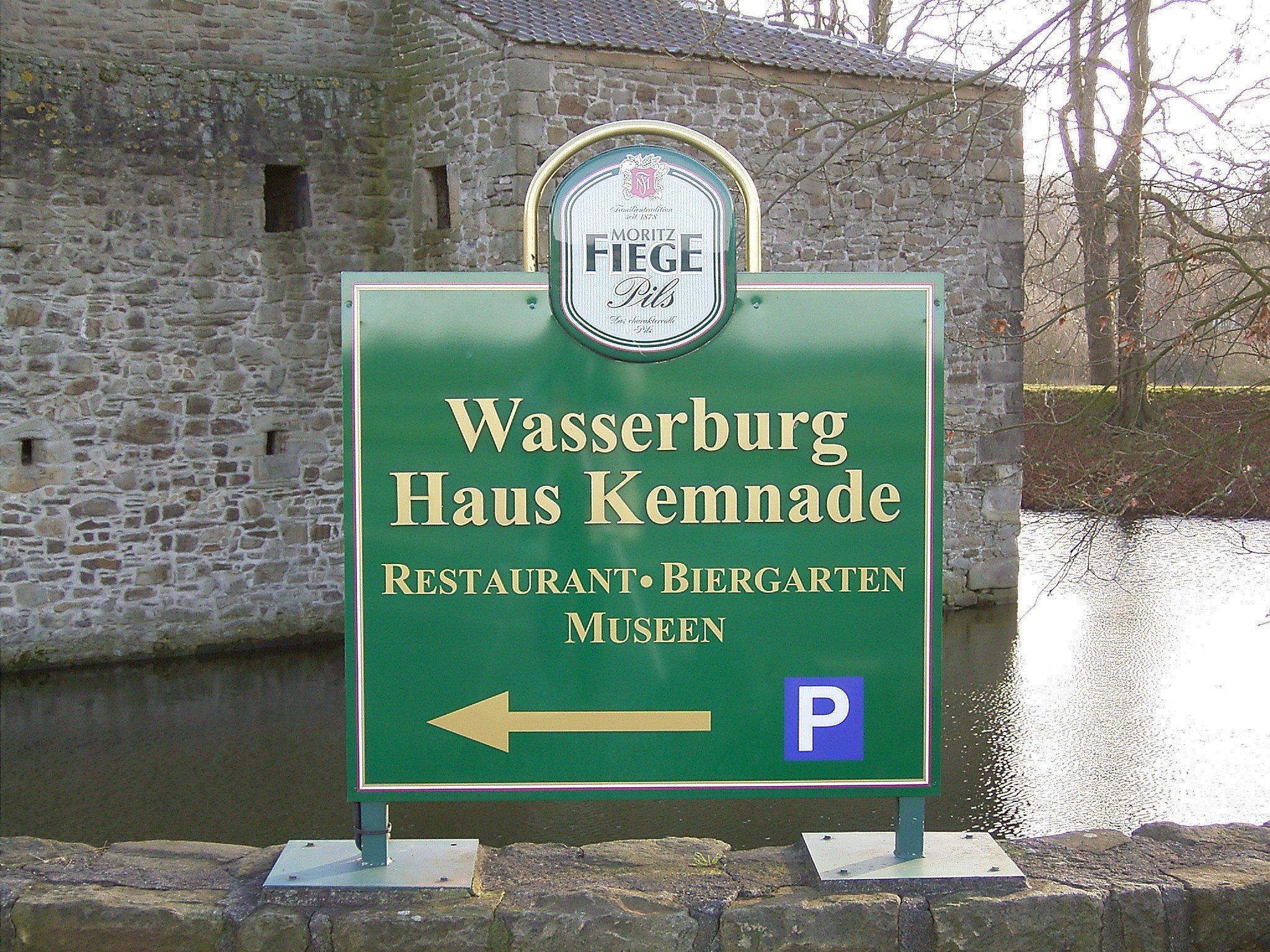
Реализация продукта в Хаттингене